# International Motorsports Hall of Fame
L'International Motorsports Hall of Fame è un'hall of fame, a carattere permanente, dedicata ai soggetti che si sono distinti negli sport motoristici.
Creata nel 1982 a Lincoln in Alabama da Bill France Sr., la sua sede è adiacente al circuito Talladega Superspeedway, e include personaggi del mondo dei motori quali Jack Brabham, Juan Manuel Fangio, Emerson Fittipaldi, Henry Ford, Mike Hailwood, Graham Hill, Jacky Ickx, Niki Lauda, Nigel Mansell, Bruce McLaren, Stirling Moss, Nelson Piquet, Ferdinand Porsche, Alain Prost, Ayrton Senna e Jackie Stewart.

## Italiani introdotti
| Anno | Nome           |
| ---- | -------------- |
| 1992 | Alberto Ascari |
| 1994 | Enzo Ferrari   |
| 1998 | Tazio Nuvolari |
| 2000 | Mario Andretti |
| 2002 | Ettore Bugatti |